# Jean-Pierre Aaron Seimandy de Saint-Gervais
Jean Pierre Aaron Seimandy, vicomte de Saint-Gervais, né le 15 octobre 1748 à Marseille (Bouches-du-Rhône), mort le 15 décembre 1830 à Marseille (Bouches-du-Rhône), est un général français.

## Biographie
Jean-Pierre Aaron Seimandy de Saint-Gervais est le fils de Jean Seimandy, vicomte de Saint-Gervais (1709-1795), négociant, conseiller-secrétaire du roi en la chancellerie de la Cour des comptes, aides et finances de Montpellier, et de Madeleine Seimandy. Il est le neveu de Dominique Audibert. Il épouse la fille d'Aimé-Benjamin Fleuriau.
Il entre en service comme volontaire au régiment du Roi cavalerie en avril 1766, et le 24 novembre 1767, il passe au régiment Mestre de Camp Général dragons. Il devient cornette dans ce régiment le 18 juin 1768, et il obtient le rang de capitaine le 12 novembre 1770. Capitaine en pied le 5 mai 1772, il est attaché au corps des dragons le 26 mai 1774.
Exempt des Cent-Suisses du roi le 15 décembre 1776, il devient enseigne dans la même compagnie avec rang de lieutenant-colonel d'infanterie le 1er juillet 1777. Lieutenant de la compagnie des Cent-Suisses, avec rang de mestre de camp d'infanterie le 25 juin 1780, il est fait chevalier de Saint-Louis le 31 janvier 1783.
Il est promu maréchal de camp pour retraite le 1er mars 1791, et le 7 mars suivant, il commande un bataillon de la garde nationale. Le 5 septembre 1792, il est employé à l’armée des Alpes, et il prend part à la conquête de la Savoie. Non compris dans la réorganisation des états-majors le 15 mai 1793, il est invité à quitter ses fonctions le 1er juin 1793. Il est mis en congé de réforme le 19 septembre 1801, et il est admis à la retraite le 21 juin 1811.
Il est nommé membre du collège électoral du département des Bouches-du-Rhône le 21 juillet 1815.
Il est créé vicomte le 27 avril 1821.
Il meurt le 15 décembre 1830, à Marseille.

## Sources
- (en) « Generals Who Served in the French Army during the Period 1789 - 1814: Eberle to Exelmans »
- Pierre Jullien de Courcelles, Dictionnaire historique et biographique des généraux français : depuis le onzième siècle jusqu'en 1822, Tome 9, l’Auteur, 1823, 564 p. (lire en ligne), p. 160.
- Georges Six, Dictionnaire biographique des généraux & amiraux français de la Révolution et de l'Empire (1792-1814), Paris : Librairie G. Saffroy, 1934, 2 vol., p. 444